# Bjarne Antonisen
Bjarne Antonisen (født 23. februar 1973) er en dansk skuespiller og tegnefilmsdubber. Han blev uddannet på Skuespillerskolen ved Odense Teater i 2004 og var med i det faste ensemble på teatret fra 2005 til 2011.
Antonisen var i årene 1995 til 2000 ansat hos Husets Teater i København. Han er også aktiv med stemmeskuespil, hvor han har lagt stemme til flere udenlandske børnefilm.

## Filmografi
- Brødre (2004)
- Livvagterne (tv-serie, 2009)
- Bedrag (tv-serie, 2016)
- Badehotellet (tv-serie, 2021)
- Try Hard (tv-serie, 2021)
- Carmen Curlers (tv-serie, 2022)